# Neolindbergia robusta
Neolindbergia robusta là một loài rêu trong họ Pterobryaceae. Loài này được Dixon mô tả khoa học đầu tiên năm 1935.